# كاليبسو ميديا
كاليبسو ميديا (بالإنجليزية: Kalypso Media)‏، هي شركة ألمانية تقوم بنشر ألعاب الفيديو، تأسست الشركة عام 2006 في فورمس، وأشتهرت بنشر ألعابها الإلكترونية مثل لعبة تروبيكو 5،وغيرها.